# Мали извор
 Тази статия е за селото в България.  За селото в Сърбия вижте Мали Извор (Сърбия).  
Мали извор е село в Североизточна България. То се намира в община Тервел, област Добрич.

## История
През Османския период, след Освобождението и по време на румънската власт над Южна Добруджа селото носи името Кючук ак бунар.
Според запазени свидетелства в печата в края на Румънската кампания през Първата световна война оттеглящите се румънски окупационни сили отнемат от населението в района на селото едър и дребен добитък, товарен инвентар и над 40 тона зърнени храни.
Със заповед МЗ № 2191/обн. 27 юни 1942 г. селото се преименува на Мали извор.

## Население
Преброяване на населението през 2011 г.
Численост и дял на етническите групи според преброяването на населението през 2011 г.:
|                     | Численост | Дял (в %) |
| Общо                | 19        | 100,00    |
| Българи             | 19        | 100,00    |
| Турци               | 0         | 0,00      |
| Цигани              | 0         | 0,00      |
| Други               | 0         | 0,00      |
| Не се самоопределят | 0         | 0,00      |
| Неотговорили        | 0         | 0,00      |